# Jokhang
Jokhang é um templo budista tibetano construído no século VII, localizado no centro da cidade de Lhasa, na região autônoma do Tibete. É um dos locais de peregrinação mais importante da região, e abriga um grande número de relíquias históricas. Foi incluído como extensão do Patrimônio Mundial pela Unesco, Conjunto Histórico do Palácio de Potala, no ano de 2000.

## História
Sua construção se deu por volta de 640 d.C., a mando do primeiro imperador do Tibete, Songtsen Gampo, para abrigar uma estátua do buda que sua primeira esposa, a princesa nepalesa Bhrikuti, trouxe como dote. O templo foi chamado de Ra-sa Trül-nang (Templo milagrosamente manifestado de Rasa). Foi construído somente um salão quadrado com dois pavimentos, que atualmente é o salão principal.
No século IX, houve a supressão do budismo pelo Langdarma, e o templo foi vandalizado. No inicio do século XII, o templo passou por uma disputa, durante uma guerra sectária entre quatro grupos rivais de monges e, durante este período, passou por abandono até 1160, quando se encerrou a disputa entre os grupos e Dwagpo Gomtsul passou a cuidar do templo, e depois foi sucedido por Gewabum, que reformou e ampliou o edifício.
Durante muito tempo, o templo ficou sob os cuidados dos Dépas do Mosteiro Tshal Gungthang. Para a celebração do Ano Novo, de 1409, Tsongkhapa, fundador do Gelukpa, renovou o templo e criou o Grande Festival de Oração. Entre os anos de 1498 e 1517, os monges Karmapa e Sangphupa foram responsáveis pelo Grande Festival de Oração. Em 1518, os monges Gelukpa retomaram a responsabilidade pelo festival, até o ano de 1959.
Em meados do século XVII, o quinto Dalai Lama, Lobzang Gyatso, estabeleceu seu governo em Lhasa. Durante seu governo, renovou o Jokhang e escreveu o primeiro catálogo do templo (dkar chag), que foi traduzido para outras línguas. Foi durante o governo do sétimo Dalai Lama que o templo chegou no tamanho que se encontra atualmente.

## Arquitetura
A edificação ocupa uma área de 25.000 m²; a estrutura  foi construída com madeiras e pedras, e foi utilizado telhas de bronze douradas para o telhado. Possui estilo tibetano tradicional, com técnicas arquitetônicas da China, Índia e Nepal. Na entrada principal, voltada para o oeste, há um alpendre que leva até o pátio e ao salão principal. Ao redor do pátio e do salão principal, os prédios abrigam as acomodações dos monges, capelas, salas administrativas, armazéns e murais históricos.
O salão principal é o mais antigo do complexo, possui uma área de 44,5 m², planta quadrada e dois pavimentos; Na parte interna, nas laterais, há capelas com estátuas budistas e murais pintados; a capela central, ao fundo, abriga o Jowo Shakyamuni, uma estátua de 1,5 metro do Buda aos doze anos de idade; e nas laterais estão as estátuas de Songtsan Gampo, da princesa Wencheng, e da princesa Bhrikuti.
O corredor que circula ao redor do salão principal é conhecido como Nangkor; e o pátio, conhecido como Kyamra Chenmo.

## Galeria de fotos

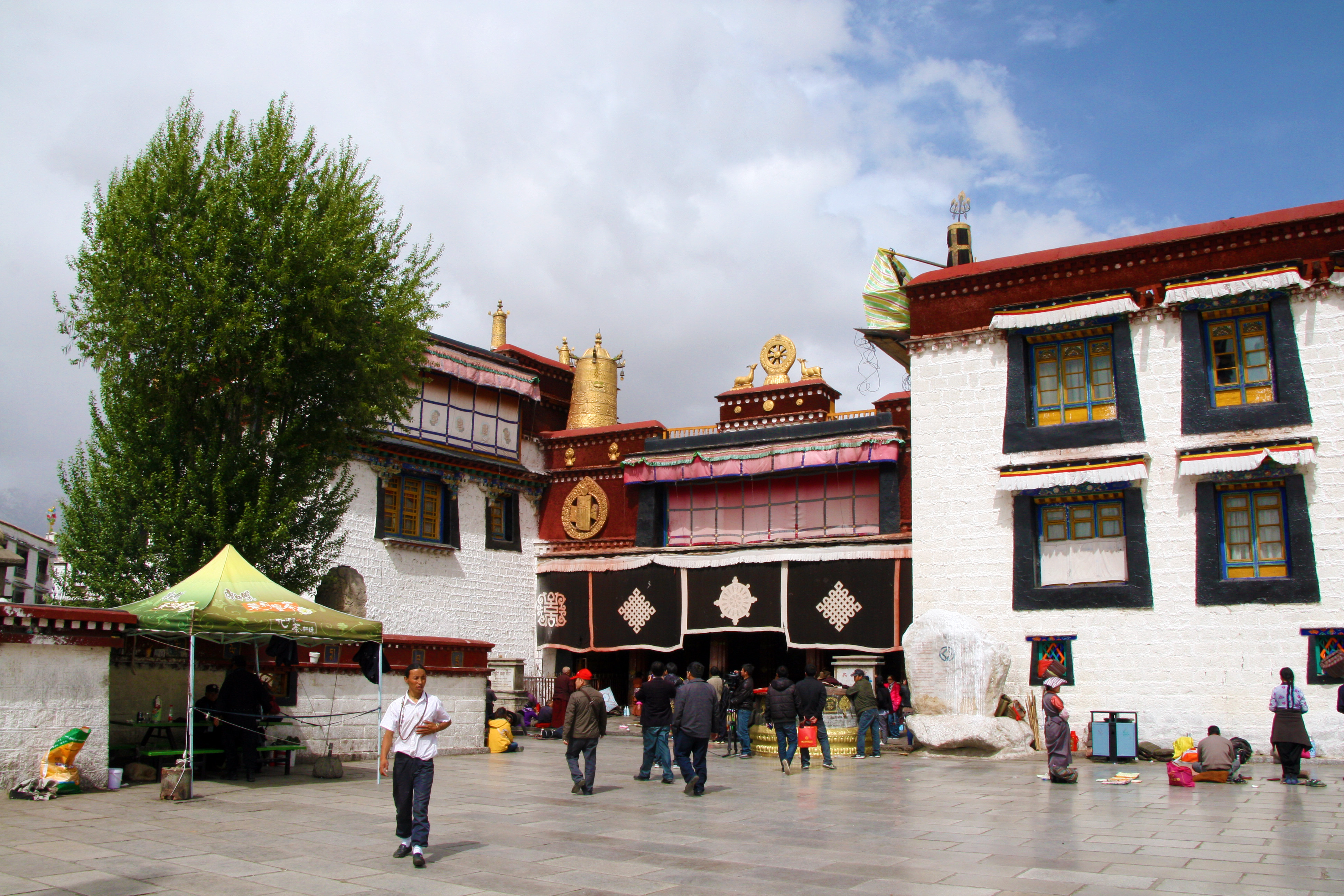
Entrada
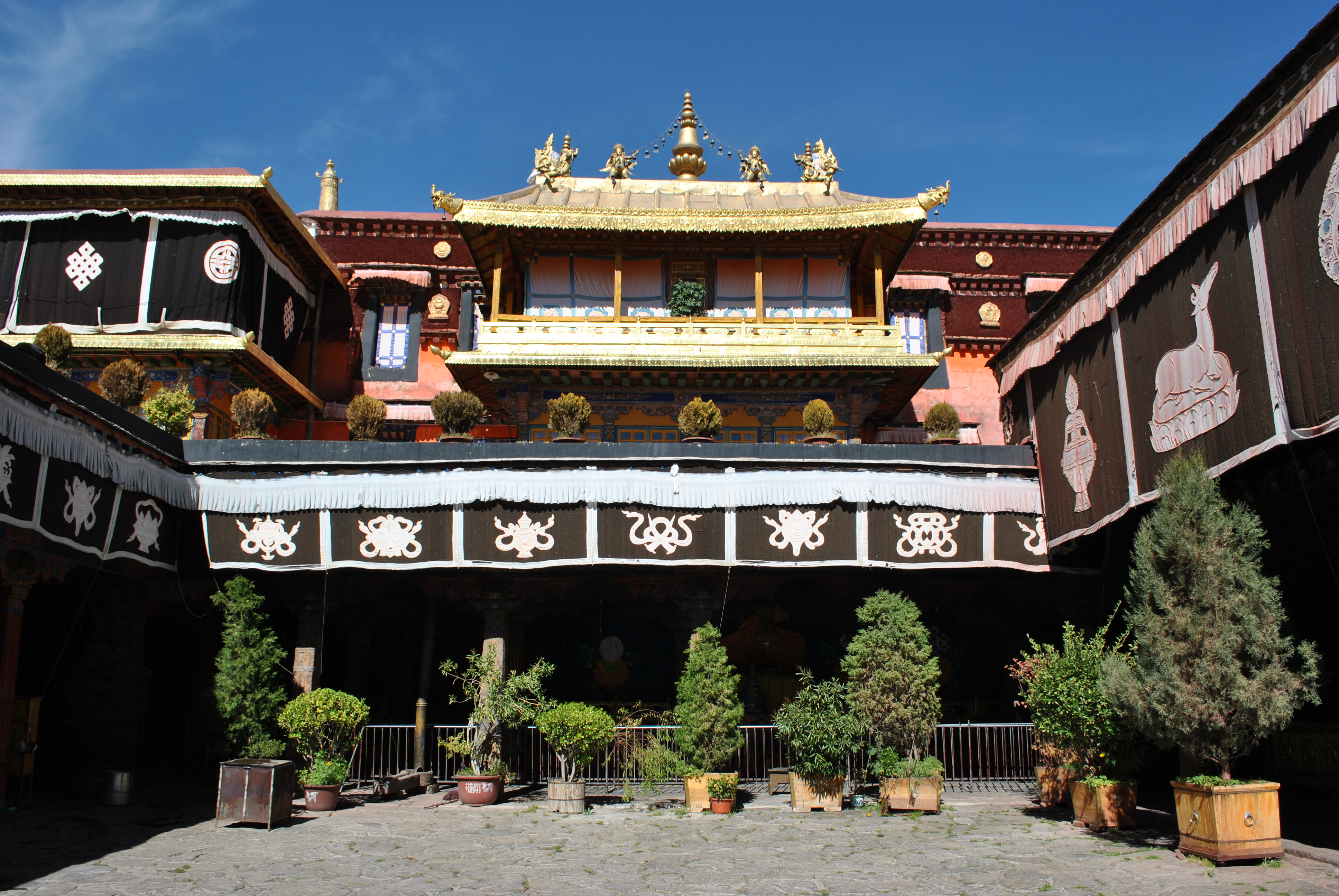
Pátio
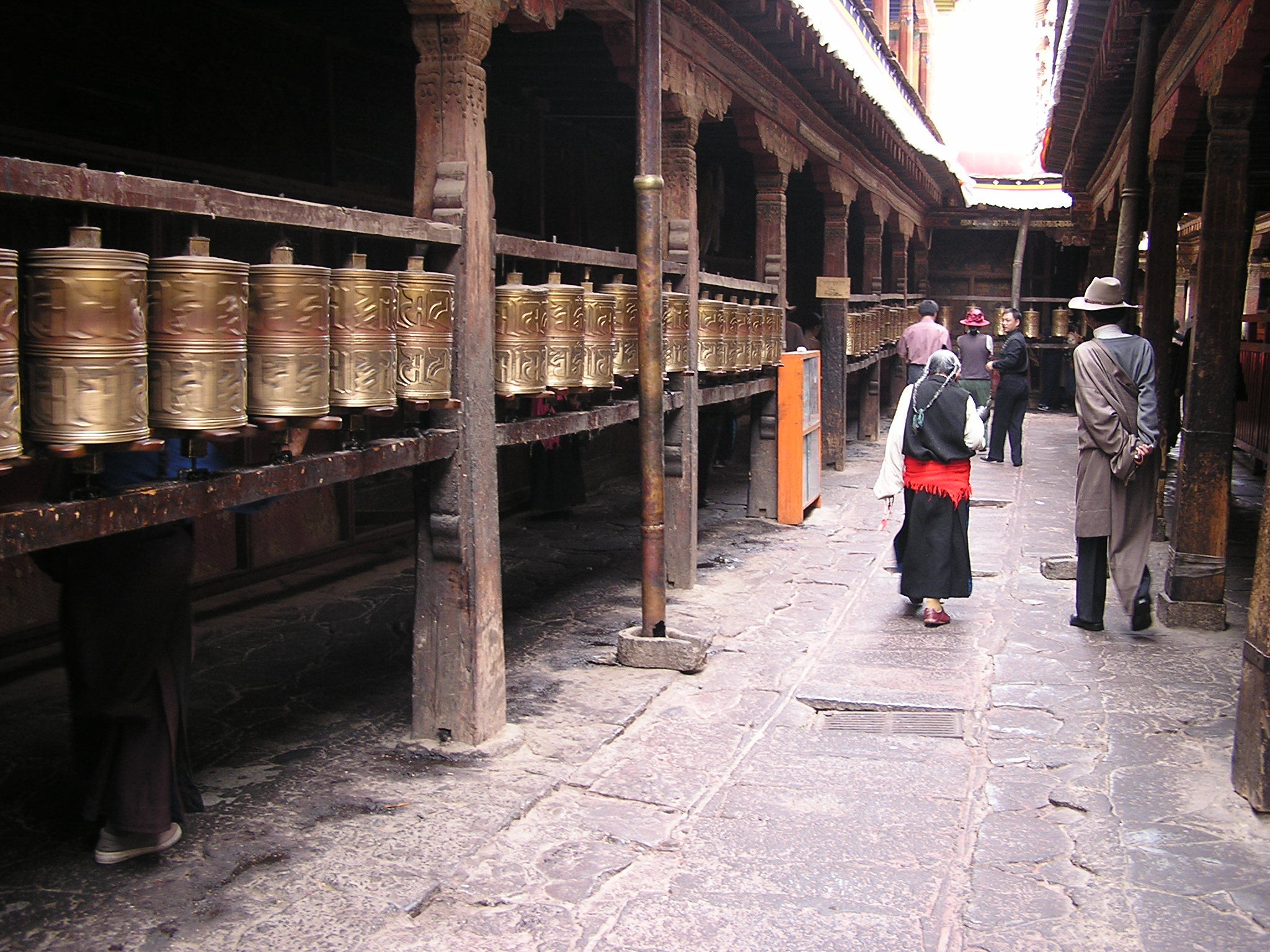
Roda da oração do templo
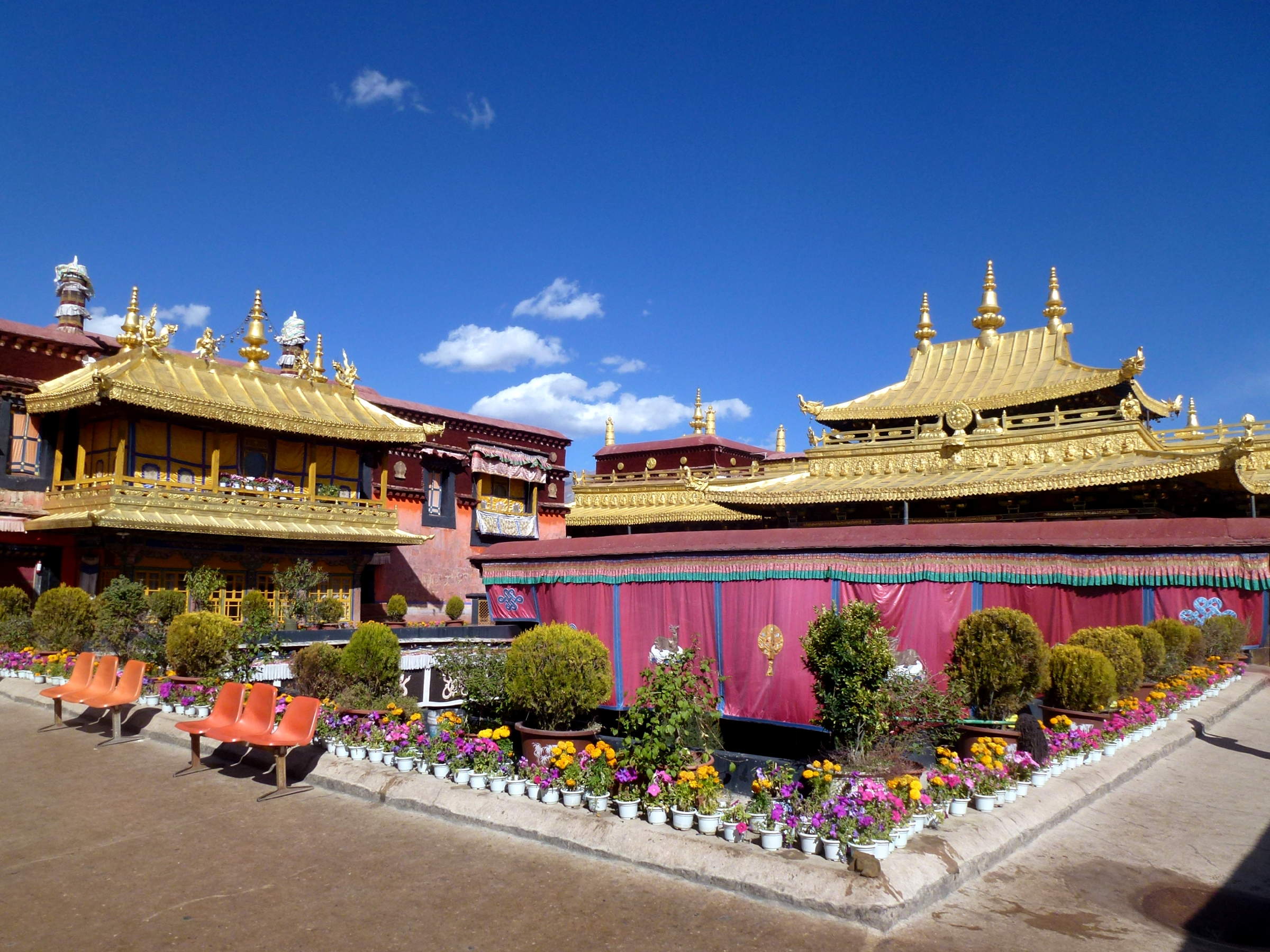
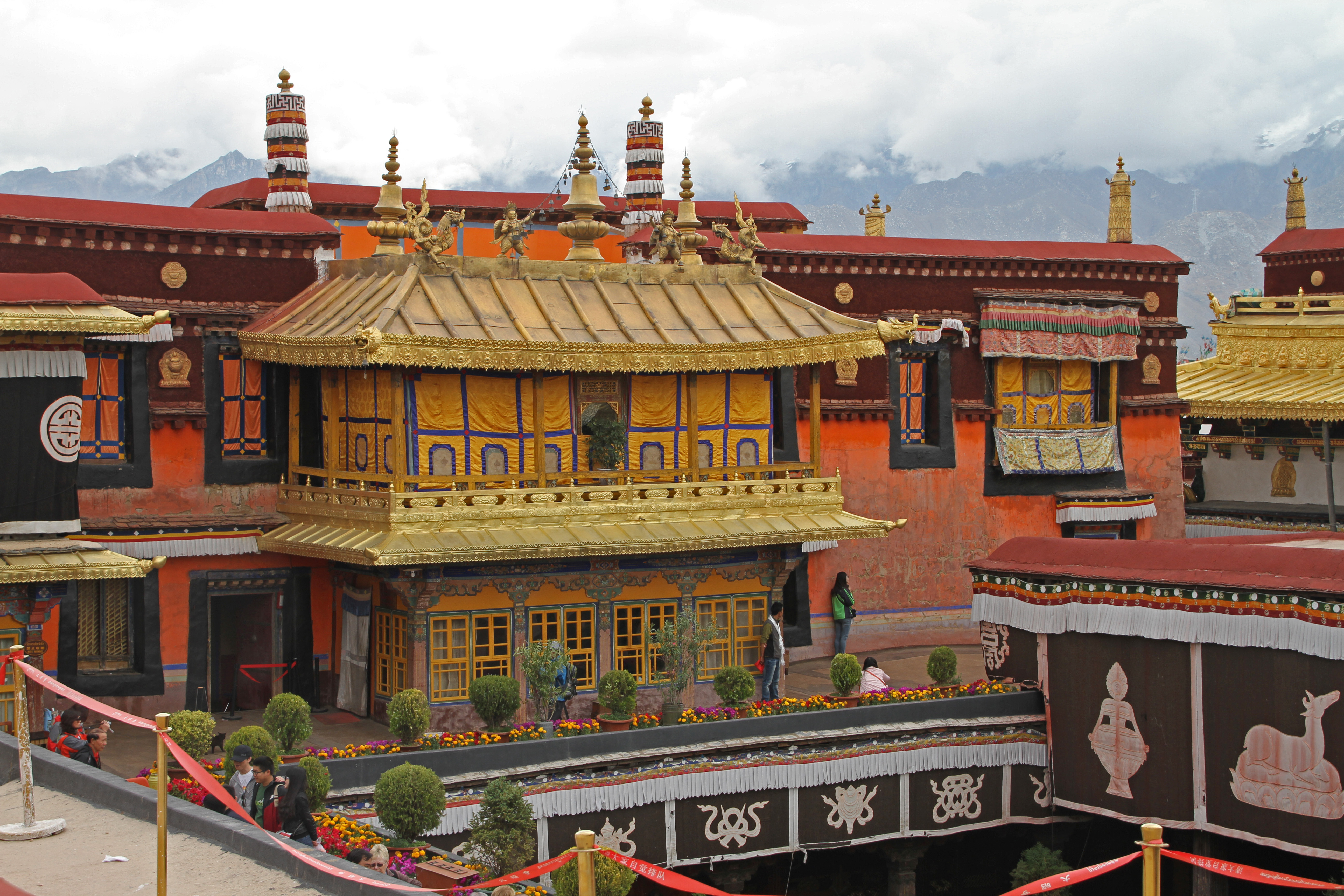
Salão principal
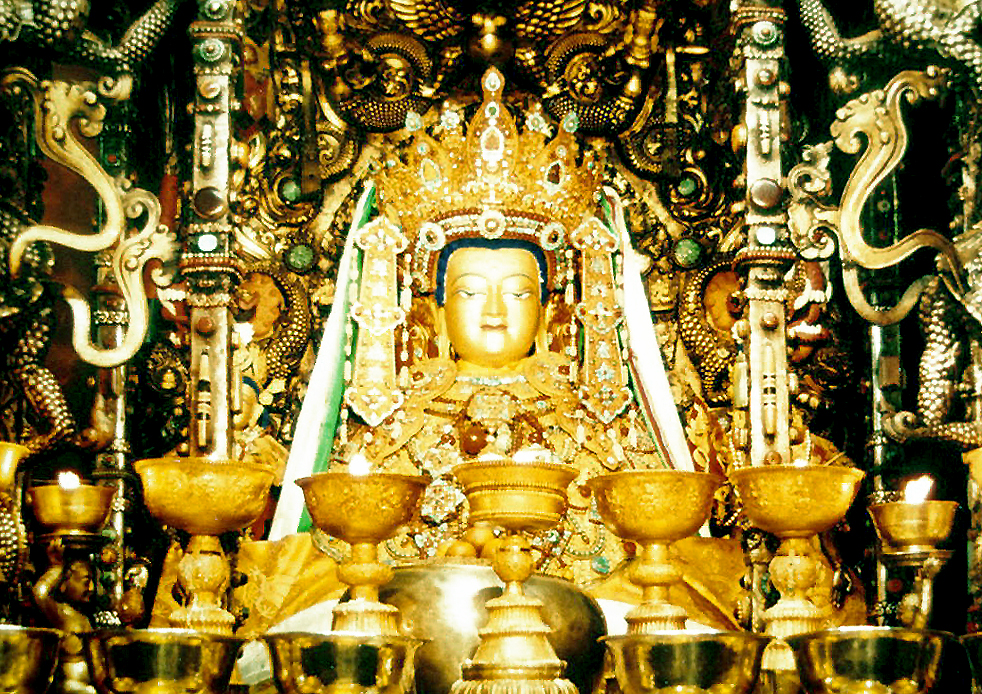
Estátua de Jowo Shakyamuni